# Helmut Noll
Helmut Noll   (Vegesack, 27 de juny de 1934 - Bremen, 27 de novembre de 2018) fou un remer alemany que va competir com a timoner durant la dècada de 1950.
El 1952 va prendre part en els Jocs Olímpics d'Estiu de Hèlsinki, on guanyà la medalla de plata en la prova del dos amb timoner del programa de rem. Formà equip amb Heinz Manchen i Helmut Heinhold.
En el seu palmarès també destaca una medalla de bronze al Campionat d'Europa de rem de 1953, així com el campionat nacional de 1952.